# Wyrok śmierci (film 2007)
Wyrok śmierci – amerykański film sensacyjny z 2007 roku. Zdjęcia były kręcone od 15 września do 10 listopada 2006 roku w Karolinie Południowej.

## Fabuła
Biznesmen Nick Hume zatrzymuje się wraz z synem na stacji benzynowej. W tym samym czasie zjawia się tam gang, którego członek zabija syna biznesmena. Zostaje wszczęty proces sądowy, który doprowadza do tzw. „ugody”. Takie rozstrzygnięcie nie zadowala Nicka, który postanawia wymierzyć sprawiedliwość na własną rękę.

## Obsada
- Kevin Bacon jako Nick Hume
- Garrett Hedlund jako Billy Darley
- Kelly Preston jako Helen Hume
- Jordan Garrett jako Lucas Hume
- Stuart Lafferty jako Brendan Hume
- Aisha Tyler jako detektyw Wallis
- John Goodman jako Bones Darly
- Matt O’Leary jako Joe Darly
- Edi Gathegi jako Bodie
- Hector Atreyu Ruiz jako Heco
- Kanin Howell jako Baggy
- Dennis Keiffer jako Jamie
- Freddy Bouciegues jako Tommy
- Leigh Whannell jako Spink
- Casey Pieretti jako Dog
- Rich Ceraulo jako Owen
- Beth Keener jako Amy
- Yorgo Constantine jako Michael Behring

i inni

## Produkcja
Garrett Hedlund ogolił głowę specjalnie na potrzeby roli w filmie.